# کری لیک
کَری اَن لِیْک (به انگلیسی: Kari Ann Lake، زاده ۳۰ سپتامبر ۱۹۶۹) یک سیاستمدار آمریکایی و گوینده سابق اخبار تلویزیون است. او پس از ۲۲ سال کار در ایستگاه تلویزیونی فینیکس KSAZ-TV، در مارس ۲۰۲۱ از کار خود به عنوان مجری خود کنار رفت. او مبارزات انتخاباتی خود را برای فرمانداری آریزونا در ۱ ژوئن ۲۰۲۱ اعلام کرد، و نامزد جمهوری خواهان در انتخابات فرمانداری آریزونا در سال ۲۰۲۲ است.

## زندگی سیاسی

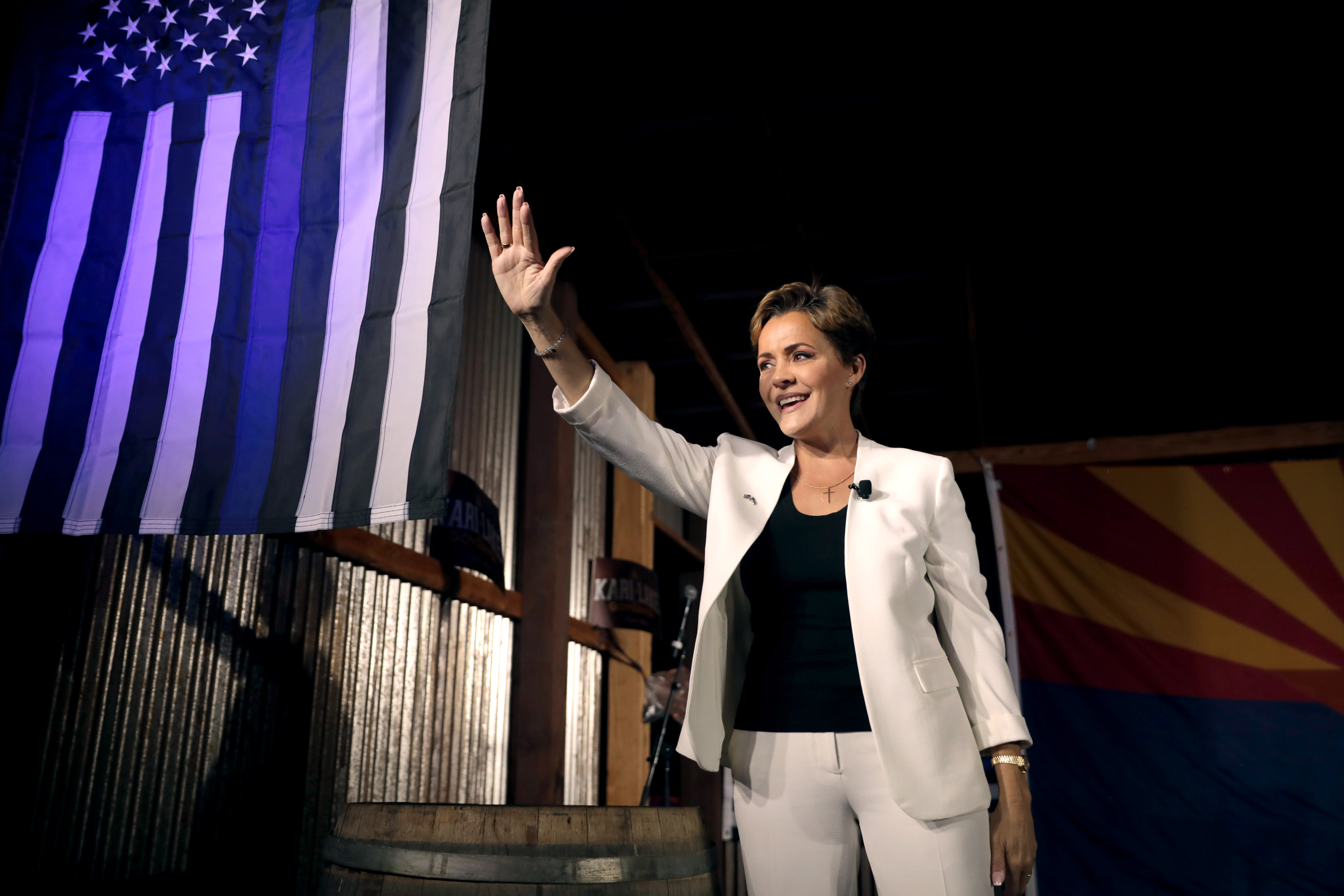
لیک در یک رویداد مبارزاتی در ۲ اکتبر ۲۰۲۱، با پرچم خط آبی نازک

#### مواضع سیاسی
لیک خود را به عنوان یک جمهوری‌خواه محافظه کار می‌شناسد و در سال ۲۰۲۲ خود را به عنوان «نامزد ترامپی» توصیف می‌کند. او در طول مبارزات انتخاباتی فرمانداری خود در سال ۲۰۲۲، مورد حمایت افراط گرایان راستگرا قرار گرفت. او رئیس‌جمهور جو بایدن و دموکرات‌ها را متهم کرد که «برنامه ای شیطانی» دارند. در سال‌های ۲۰۲۱ و ۲۰۲۲، لیک در کنفرانس کنش سیاسی محافظه‌کاران (CPAC)، نشست سالانه محافظه‌کاران و جمهوری‌خواهان، در اورلندو شرکت کرد.
لیک در سال ۲۰۲۲ گفت که سقط جنین را «بزرگ‌ترین گناه» می‌داند و تصمیم دادگاه عالی را در پرونده دابز در برابر سازمان سلامت زنان جکسن، که معتقد بود طبق قانون اساسی ایالات متحده هیچ حق فدرال برای سقط جنین وجود ندارد، و رو در برابر وید را لغو کرد، ستود. او از ممنوعیت سقط جنین‌ها با جراحی و دارو در آریزونا حمایت کرد. لیک در مقاله‌ای برای ایندیپندنت ژورنال ریویو نوشت که به عنوان فرماندار مهاجران غیرقانونی را که بدون دریافت مجوز فدرال وارد آریزونا می‌شوند را اخراج می‌کند و بخش‌های ناتمام دیوار مرزی ترامپ را تکمیل می‌کند.
لیک با قوانینی برای ایجاد حمایت‌های در برابر تبعیض برای افراد بر اساس گرایش جنسی و هویت جنسی، و با سرویس‌های بهداشتی که افراد ترنس‌جندر را در خود جای می‌دهند، مخالفت کرده‌است.
در مصاحبه ای با لیام بارتلت، روزنامه‌نگار ۶۰دقیقه استرالیا، لیک اظهار داشت که استرالیایی‌ها به دلیل قوانین سختگیرانه اسلحه در استرالیا «آزادی ندارند». در یک توییت چند ماه بعد گفت که اگر فرماندار انتخاب شود، قوانین فدرال اسلحه را «به رسمیت نمی‌شناسد».

## زندگی شخصی
لیک از اوت ۱۹۹۸ با جف هلپرین ازدواج کرده. او قبلاً در ازدواج تریسی فینیگان، مهندس برق بود. قبل از سال ۲۰۱۵ او خود را یک بودایی معرفی می‌کرد، اما به مسیحیت گروید و تعهد خود را به خدا در سال ۲۰۱۹ تجدید کرد.